# U.S. Highway 89
U.S. Highway 89 er en nord-sydgående hovedvej i USA. Den er en del af U.S. Highway System og løber gennem en række stater i den vestlige del af landet. Vejen er delt i to sektioner. Den ene går fra Flagstaff i Arizona til den sydlige indgang til Yellowstone National Park i Wyoming. Vejen fortsætter gennem parken men er her ikke klassificeret som eller markeret som hovedvej. Fra nationalparkens nordlige indgang fortsætter Highway 89 mod nord til den canadiske grænse i Montana. Den sydlige strækning af vejen er 1.365 km lang og den nordlige er 650 km. 

## Rutebeskrivelse

### Arizona
Vejen starter i byen Flagstaff i det nordlige Arizona. Herfra går den forbi San Francisco Peaks og Sunset Crater. Ved bebyggelsen Gray Mountain fører vejen ind i Navajo-reservatet. Ved Cameron passerer den Painted Desert. Vejen fortsætter op til grænsen til Utah, som den når nord for byen Page.

### Utah
Efter grænsen til Utah svinger vejen mod vest indtil byen Kanab. Her drejer den igen mod nord og går mellem Zion Nationalpark og Bryce Canyon National Park. I Wasatch Front området går vejen gennem nogle af de største byer i Utah, blandt andre Provo, Salt Lake City, Ogden og Logan. Gennem Salt Lake City følger U.S. 89 State Street. Fra Provo til Brigham City følger U.S. 89 Interstate Highway 15. Fra Logan fører vejen mod øst over Wasatch Range til Bear Lake, hvor den igen svinger mod nord. Ca. midt for søen krydser vejen statsgrænsen til Idaho. På en ganske kort strækning langs Bear Lake følger vejen det gamle Oregon Trail.

### Idaho
Strækningen gennem det sydøstlige hjørne af Idaho er ganske kort. Vejen passerer små byer med navne som Paris og Ovid, og den største by på strækningen er Montpelier. Ved Geneva krydser vejen igen en statsgrænse, denne gang til Wyoming. 

### Wyoming
Vejen løber langs med bjergkæden Salt River Range gennem Star Valley, og passerer byen Afton, hvor Butch Cassidy havde et tilholdssted i bjergene. Nord for Salt River Range møder vejen Snake River som den går parallelt med videre mod nord gennem byen Jackson, gennem Jackson Hole dalen, forbi Teton Range, nær Grand Teton National Park og videre til den sydlige indgang til Yellowstone National Park, hvor hovedsvejsklassifikationen ophører på strækningen gennem denne nationalpark. På en del af strækningen gennem parken udgør vejen en del af Yellowstones Grand Loop Road.

### Montana
Hovedvejen starter igen ved den nordlige indgang til Yellowstone National Park i staten Montana. Herfra går den mod nord langs Yellowstonefloden til den krydser Interstate Highway 90. Vejen forsætter mod nord gennem Lewis and Clark National Forest til byen Great Falls i det centrale Montana. Her svinger den mod nordvest og fortsætter op gennem sortfodsindianernes reservat, til den slutter ved den canadiske grænse i byen Piegan.

## Historie
Indtil 1992 startede vejen i Nogales, Arizona ved grænsen til Mexico, men denne strækning er nu nedlagt som hovedvej. I stedet kan man køre fra Nogales til Flagstaff ad Interstate Highway 19 (I-19) til Tuscon, fortsætte ad I-10 til Phoenix og derfra ad I-17 til Flagstaff. 

## Andet
Hovedvejen er på store dele af sin strækning såkaldt "naturskøn vej" (scenic route). Dette gælder strækningen fra Flagstaff, Arizona til Nephi i Utah, og igen fra Logan, Utah og hele resten af vejen til Piegan, Montana.